# 太晨光真
太晨 光真（たいしん みつまさ、1967年4月25日 - ）は、大阪府東大阪市出身で北の湖部屋所属（入門時は三保ヶ関部屋）の元大相撲力士。本名は、村井 修二（むらい しゅうじ）。大相撲時代の体格は身長181cm、体重153kg。得意手は、右四つ、寄り、押し。最高位は東十両9枚目（1991年11月場所）。好きな食べ物はラーメン。趣味は買い物。

## 来歴
中学生時代は相撲に打ち込んでおり、長瀬中学校3年生の時に大阪府大会で優勝する活躍を見せた。また、大産大附属高に進学してからは柔道も習い始め、二段の腕前を誇り、大阪府大会で活躍した。高校1年生の時に大阪の相撲料理店「萩屋 本場所」の主人に北の湖を紹介され、「体が大きいし、自分に向いている」と思って入門を決意した。
大産大附属高を中退し、横綱・北の湖の内弟子として三保ヶ関部屋に入門、1984年3月場所に本名の村井の四股名で初土俵を踏んだ。1985年12月、北の湖が現役引退して三保ヶ関部屋から分家独立して北の湖部屋を創設するにあたって、北の湖部屋に移籍した。
巨漢ながら出足を活かした押しと右四つの相撲で順調に出世していき、初土俵から2年経った1986年5月場所に19歳で幕下へ昇進するが、1勝6敗と負け越し、1場所で三段目に陥落した。その後も幕下と三段目を往復したり、三段目で低迷する日々が続いた。しかし、1991年に入ると、幕下で連続して勝ち越し、番付を上げていった。1991年11月場所に十両に昇進し、北の湖部屋初の関取となり話題となる。しかし、5勝10敗と大敗を喫し、1場所で幕下に陥落した。1場所で十両へ復帰するものの、6勝9敗とまた負け越して幕下に陥落。1994年9月場所に幕下下位で3勝4敗と負け越したのを最後に27歳で廃業した。廃業後は、出身地の東大阪市で相撲料理店「ザ・ちゃんこ部屋 太晨」を経営している。

## エピソード
三保ヶ関部屋所属時代は北の湖の内弟子であったが、三保ヶ関部屋所属時代（1984年11月）に代替わりがあったため、形式上は短期間で2度師匠が代わっている。

## 主な戦績
- 通算成績：239勝218敗  勝率.523
- 十両成績：11勝19敗  勝率.367
- 現役在位：64場所
- 十両在位：2場所

### 場所別成績
| | 一月場所 初場所（東京） | 三月場所 春場所（大阪） | 五月場所 夏場所（東京） | 七月場所 名古屋場所（愛知） | 九月場所 秋場所（東京） | 十一月場所 九州場所（福岡） |
| --- | ----------------------- | ----------------------- | ----------------------- | --------------------------- | ----------------------- | --------------------------- |
| 1984年 （昭和59年） | x                       | （前相撲）              | 西序ノ口20枚目 6–1      | 東序二段90枚目 4–3          | 東序二段76枚目 5–2      | 東序二段37枚目 4–3          |
| 1985年 （昭和60年） | 東序二段18枚目 3–4      | 東序二段34枚目 2–5      | 東序二段65枚目 6–1      | 東三段目99枚目 3–4          | 西序二段15枚目 5–2      | 東三段目82枚目 3–4          |
| 1986年 （昭和61年） | 西三段目96枚目 6–1      | 東三段目44枚目 6–1      | 西幕下59枚目 1–6        | 東三段目44枚目 3–4          | 西三段目58枚目 3–4      | 東三段目71枚目 5–2          |
| 1987年 （昭和62年） | 西三段目40枚目 1–6      | 西三段目73枚目 5–2      | 西三段目49枚目 6–1      | 西三段目4枚目 3–4           | 東三段目17枚目 5–2      | 東幕下48枚目 2–5            |
| 1988年 （昭和63年） | 東三段目14枚目 3–4      | 西三段目29枚目 6–1      | 東幕下52枚目 2–5        | 東三段目14枚目 3–4          | 東三段目29枚目 4–3      | 西三段目11枚目 4–3          |
| 1989年 （平成元年） | 東幕下56枚目 3–4        | 西三段目7枚目 4–3       | 西幕下50枚目 3–4        | 東三段目3枚目 3–4           | 東三段目19枚目 1–6      | 東三段目59枚目 4–3          |
| 1990年 （平成2年） | 西三段目37枚目 5–2      | 東三段目10枚目 3–4      | 西三段目26枚目 5–2      | 西三段目筆頭 3–4            | 東三段目16枚目 5–2      | 東幕下53枚目 4–3            |
| 1991年 （平成3年） | 東幕下40枚目 4–3        | 西幕下29枚目 6–1        | 東幕下12枚目 4–3        | 西幕下6枚目 5–2             | 西幕下筆頭 4–3          | 西十両9枚目 5–10            |
| 1992年 （平成4年） | 西幕下2枚目 5–2         | 東十両12枚目 6–9        | 東幕下4枚目 3–4         | 東幕下8枚目 1–6             | 西幕下29枚目 3–4        | 東幕下39枚目 5–2            |
| 1993年 （平成5年） | 西幕下26枚目 5–2        | 東幕下16枚目 3–4        | 西幕下24枚目 4–3        | 西幕下17枚目 3–4            | 西幕下24枚目 4–3        | 西幕下17枚目 3–4            |
| 1994年 （平成6年） | 西幕下25枚目 4–3        | 東幕下19枚目 1–6        | 西幕下44枚目 4–3        | 東幕下36枚目 2–5            | 西幕下56枚目 引退 3–4–0 | x                           |
| 各欄の数字は、「勝ち-負け-休場」を示す。 優勝 引退 休場 十両 幕下 三賞：敢=敢闘賞、殊=殊勲賞、技=技能賞 その他：★=金星 番付階級：幕内 - 十両 - 幕下 - 三段目 - 序二段 - 序ノ口 幕内序列：横綱 - 大関 - 関脇 - 小結 - 前頭（「#数字」は各位内の序列） |                         |                         |                         |                             |                         |                             |

## 四股名履歴
- 村井 修二（むらい しゅうじ）1984年5月場所 - 1986年5月場所
- 弥刀の湖（みとのうみ）1986年7月場所
- 村井（むらい）1986年9月場所 - 1986年11月場所
- 太晨（たいしん）1987年1月場所 - 1989年5月場所
- 村井（むらい）1989年7月場所 - 1991年9月場所
- 太晨 光真（たいしん みつまさ）1991年11月場所 - 1993年11月場所
- 村井（むらい）1994年1月場所 - 1994年9月場所